# Epidendrum jamiesonis
Epidendrum jamiesonis är en orkidéart som beskrevs av Heinrich Gustav Reichenbach. Epidendrum jamiesonis ingår i släktet Epidendrum och familjen orkidéer.
Artens utbredningsområde är Ecuador. Inga underarter finns listade i Catalogue of Life.